# Марочное место
Ма́рочное ме́сто — наименьшая часть листа (типографского, марочного, малого или блока), занимаемая одной почтовой маркой или одним купоном. Иногда марочное место называется марочным полем.
Марочное место (поле) можно спутать со следующими тремя понятиями.
- С понятием «поле марки» — свободное место между рисунком и разделительной линией (краем) почтовой марки[4][3].
- С понятием «место марки в листе» — расположение в листе конкретной почтовой марки.
- С понятием «дорожка» — полоса между марочными листами в типографском листе.